# Кандалакша
Кандалакша (на руски: Кандалакша; на карелски: Kannanlakši) е град в Русия, административен център на Кандалакшки район, Мурманска област. Населението на града през 2017 година е било 32 034 души. Градът е разположен по крайбрежието на Кандалакшкия залив, Бяло море и се намира отвъд Северния полярен кръг.
Климатът е по-скоро континентален, явявайки се преходен от умерен към субполярен.
Икономиката и инфраструктурата са сравнително добре развити.
Градът е и едно от големите пристанища на Бяло море, както и с един от най-големите за района железопътни възли.